# Benedek Jávor
Benedek Jávor (* 2. července 1972 Budapešť) je maďarský biolog, pedagog, politik, v letech 2010 až 2014 poslanec Zemského sněmu, mezi lety 2014 a 2019 poslanec Evropského parlamentu zasedající ve frakci Zelení / Evropská svobodná aliance.  

## Politická kariéra
V roce 2008 byl jedním ze zakladatelů zeleného hnutí Politika může být jiná (LMP) a o rok později se stal jeho mluvčím. V parlamentních volbách v roce 2010 byl za LMP zvolen poslancem Zemského sněmu. V komunálních volbách na podzim téhož roku byl neúspěšným kandidátem LMP na post primátora Budapešti. V roce 2013 společně s Gergely Karácsony a Tímea Szabó hnutí LMP opustil a založili nové levicově–zelené hnutí s názvem Dialog za Maďarsko, které začalo spolupracovat nejprve s levicovým hnutím Společně 2014, později s postkomunistickou Maďarskou socialistickou stranou (MSZP). Mezi lety 2013 a 2014 byl Jávor prvním spolupředsedou hnutí. Ve volbách do Evropského parlamentu roku 2014 kandidoval na 2. místě kandidátní listiny koalice Společně 2014–Dialog za Maďarsko, které získalo jeden mandát. Po odstoupení lídra Gordona Bajnaie se Jávor stal poslancem Evropského parlamentu v osmém volebním období (2014–2019). Ve volbách do Evropského parlamentu v roce 2019 kandidoval na 4. místě kandidátní listiny levicově–zelené koalice MSZP–Dialog, která získala pouze jeden mandát a Jávor tak nebyl zvolen. Ve volbách do Evropského parlamentu v roce 2024 kandiduje na 1. místě kandidátní listiny Dialog – Strana zelených.

## Publikace
- A jövő nemzedékek jogai. Budapest: Védegylet, 2000. (Védegylet füzetek). (maďarsky)
- Erdőfigyelő jelentés 2003. A védett területek kezeléséről a WWF Magyarország felmérésének tükrében. Budapest: WWF Magyarország, 2003. (WWF-füzetek). (maďarsky)
- Felelősségünk a teremtett világért. Egyházi dokumentumok az ökológiai válságról. Budapest: Védegylet, 2004. (Védegylet füzetek). (maďarsky)
- Környezet és etika. Budapest: L'Harmattan, 2005. (Ökoetika). (maďarsky)
- Mielőtt odaláncolod magad. Útmutató a városi zöldfelületek és fák védelméhez. Budapest: Védegylet, 2006. (Védegylet füzetek). (maďarsky)